# Pierre Gascar
Pierre Gascar (pseudonym for Pierre Fournier, født 13. marts 1916 i Paris, død 20. februar 1997 i Lons-le-Saunier) var en fransk forfatter, der i 1953 fik Goncourtprisen for romanen Les Bêtes.